# Joe Satriani
Joe "Satch" Satriani (Westbury, Nova York, 15 de juliol de 1956) és un guitarrista de rock instrumental. Ha rebut 13 nominacions als Premis Grammy i ha venut més de 10 milions de discos a tot el món.
Segons altres guitarristes ha aconseguit dominar gairebé totes les tècniques d'execució del seu instrument, incloent tapping a dues mans, sweep picking, volume swells, tap harmonics, etc. A més és reconegut com un gran professor de guitarra, entre els alumnes s'inclouen Steve Vai, Marty Friedman (Ex Megadeth), Kirk Hammett (Metallica), Alex Skolnick (Testament), Larry LaLonde (Primus) i Reb Beach (Whitesnake). Influenciat per: Jimi Hendrix, Jimmy Page, Jeff Beck, Eric Clapton, Brian May i Edward Van Halen.

## Història

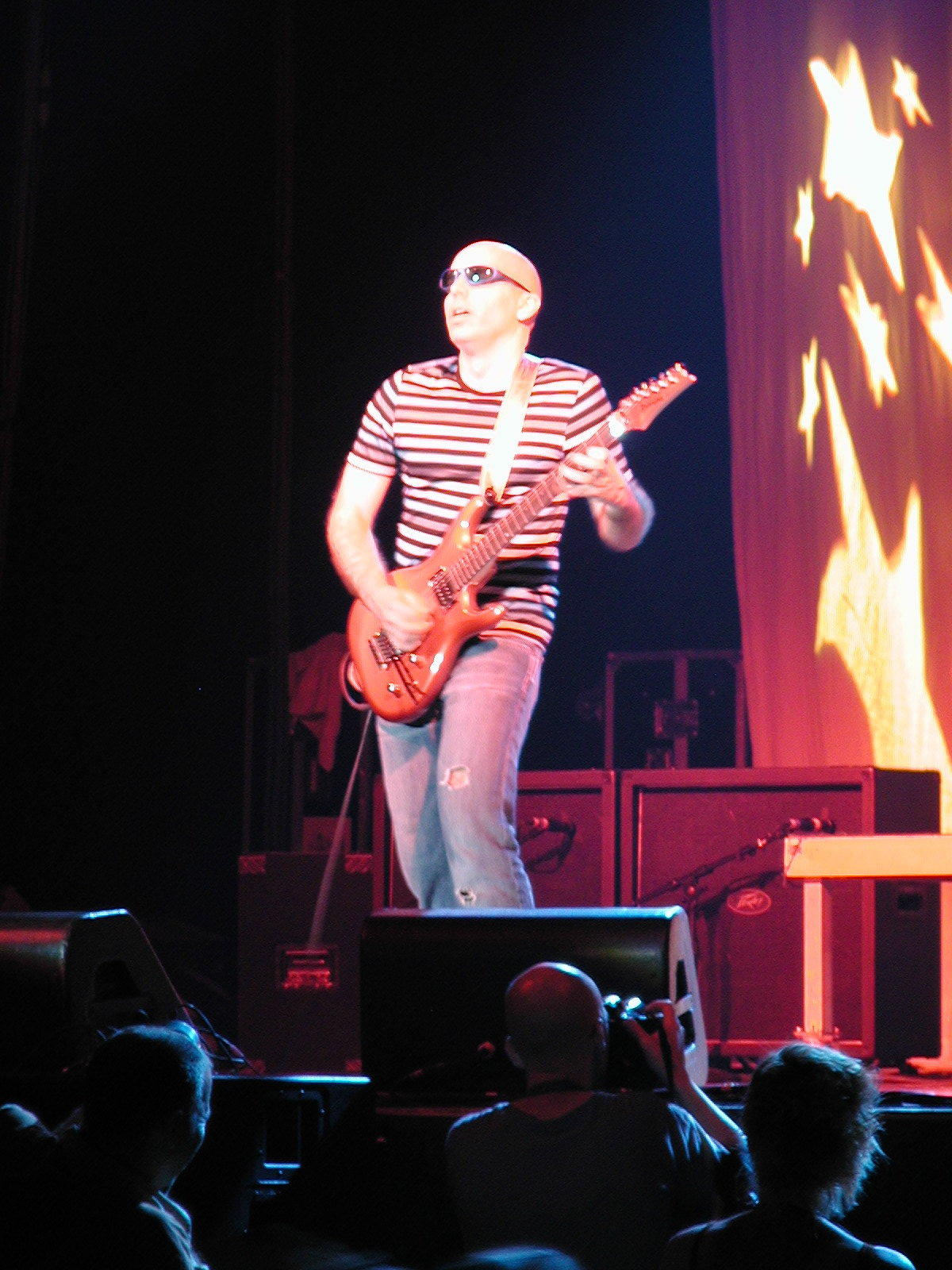
Joe Satriani

Joe Satriani va néixer el 15 de juliol de 1956 a Westbury, Nova York. Va començar a tocar als 14 anys. Es va decidir per la guitarra després d'escoltar a Jimi Hendrix. Durant els anys 1970 Satriani es va mudar a Berkeley, Califòrnia, perseguint una carrera com a músic. Va ser inspirat per músics com Allan Holdsworth i Lennie Tristano. Quan el seu amic i antic alumne Steve Vai va assolir la fama tocant amb David Lee Roth el 1986, Vai va lloar a Satriani en multitud d'entrevistes a revistes de guitarra.
El seu segon àlbum editat el 1987 i anomenat Surfing With the Alien es considera com un dels millors àlbums de guitarra instrumental del rock, conté temes com "Always with me, always with you" o "Midnight", segons l'enquesta anual de lectors de la revista estatunidenc Guitar Player.
El 1989, la cançó de Satriani "One Big Rush" (originalment llançada com "Flying in a Blue Dream") va ser inclosa a la banda sonora de Say Anything. El 1994, Satriani ingressa a Deep Purple substituint Ritchie Blackmore durant la gira de la banda.
El 1992 Satriani publica el seu àlbum The Extremist, amb un èxit increïble, molt a prop del seu disc Surfing with the Alien, amb influències bastant metaleres. Les seves cançons "Summer Song", "War", "Why" i "Cryin' " són les més famoses d'aquest disc.
El 1996, Satriani forma el G3, una gira de concerts de tres guitarristes instrumentals de rock - originalment Satriani, Steve Vai i Eric Johnson.
El 1998 apareix l'àlbum Crystal Planet, amb el que sorprèn a l'audiència a l'aparèixer un Joe totalment rapat, però amb el mateix so característic, amb cançons com "House Full of Bullets", "Ceremony", "Raspberry Jam Delta-V", entre d'altres.
Satriani ha creat la sèrie de guitarres Ibanez JS, l'amplificador Peavey JSX i tres pedals d'efectes de la línia Vox.
L'abril del 2008 Satriani publica el seu àlbum Professor Satchafunkilus and the Musterion of Rock, amb el qual inicia una gira mundial, per Europa, Austràlia, Sud-amèrica, Mèxic, i properament al Canadà i Estats Units, el qual consisteix en una recopilació dels seus diversos estils dins de les seves altres àlbums.
El desembre de 2008, Satriani demanda a l'agrupació britànica Coldplay per un suposat plagi del seu tema "If I could fly" dins de la cançó "Viva la Vida" de la banda britànica. Finalment, el 14 setembre 2009, el jutge va arxivar el cas, després de l'acord assolit per les parts.
Actualment es troba en un nou projecte anomenat Chickenfoot juntament amb el vocalista Sammy Hagar, ex-Van Halen, el baixista Michael Anthony (també un ex-Van Halen) i el bateria Chad Smith dels Red Hot Chili Peppers. Aquest supergrup va llançar ja el seu primer àlbum del mateix nom de la banda el 5 de juny de 2009 a Europa i el 7 de juny per Amèrica del Nord.